# Ernemont-la-Villette
Ernemont-la-Villette è un comune francese di 198 abitanti situato nel dipartimento della Senna Marittima nella regione della Normandia.

## Società

### Evoluzione demografica
Abitanti censiti